# Alstom Prima DE 33 B AC
Die Prima DE 33 B AC ist eine Diesellokomotive mit dieselelektrischem Antrieb aus der Prima-Familie des Herstellers Alstom. Sie kommt seit 2007 als Baureihe BB 75000 mit den Unterbaureihen BB 75100, BB 75300 und BB 75400 für die französische Staatsbahn SNCF sowie Kunden der zum SNCF-Konzern zählenden Vermarktungsgesellschaft Akiem vorwiegend im Güterverkehr zum Einsatz.

## Geschichte

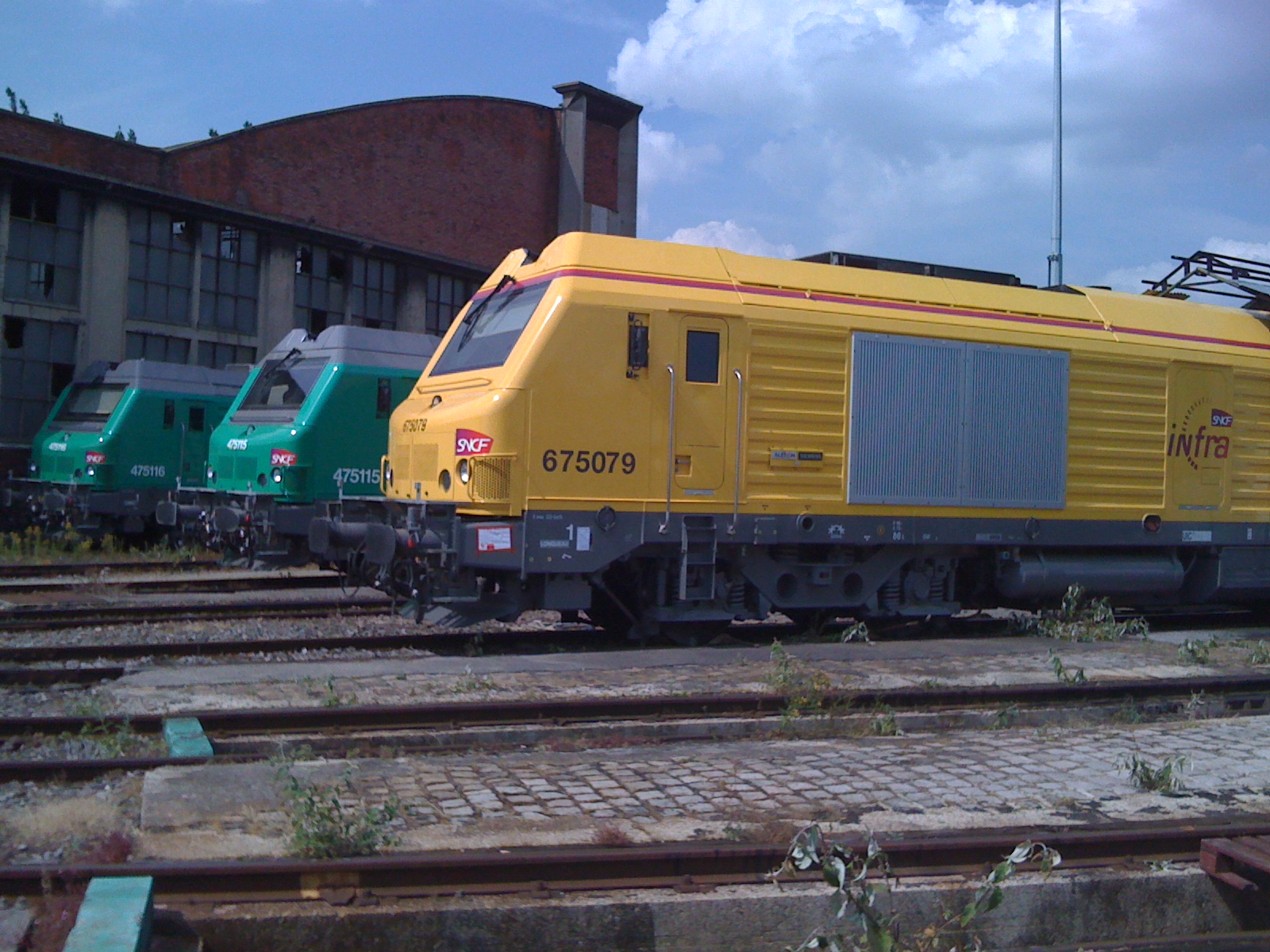
Eine Lokomotive in den Farben von SNCF Infra und zwei in der Lackierung von Fret SNCF

Anfang des 21. Jahrhunderts wurden Ersatzbeschaffungen für die in die Jahre gekommenen Diesellokomotiven der SNCF immer dringender, weil sie unrentabel geworden waren und überdies den neuen europäischen Emissionsbestimmungen nicht genügten. Der damals bestehende Fahrzeugpark bestand aus mehr als 30 Jahre alten Lokomotiven der Baureihen BB 67200, BB 67300, BB 67400, A1AA1A 68000. Daraufhin wurde entschieden, eine neue Streckendiesellokomotive zu beschaffen. Die Ausschreibung für eine 1800 kW starke Lokomotive begann 2001. Im November 2002 bildeten Alstom und Siemens ein Konsortium, welches 2003 den Zuschlag bekam. Der Vertrag über 500 Fahrzeuge, davon 400 Festbestellungen, wurde am 27. Februar 2004 unterschrieben; tatsächlich ausgeliefert wurden 200 Maschinen, die letzten im Jahr 2012.
Am 27. März 2007 erhielt die Baureihe ihre Zulassung für Frankreich durch das Établissement public de sécurité ferroviaire (vergleichbar mit dem Eisenbahn-Bundesamt) und die ersten 25 Lokomotiven wurden durch die SNCF abgenommen. Die ersten 99 gebauten Lokomotiven wurden ausschließlich für den Einsatz in Frankreich ausgerüstet, während die folgenden 33 Maschinen, die die Unterbaureihe BB 75100 bilden, auch für den Einsatz in Deutschland ausgestattet wurden. 40 BB 75000 und zehn BB 75100 wurden 2011 zudem für die mögliche Nutzung in Tschechien und der Slowakei angepasst.
Da die europäischen Abgasnormen in zwei Stufen 2009 und 2012 verschärft wurden, waren während der Bauzeit Änderungen am Antrieb und der Abgasanlage nötig. Daher erhielten die 68 zuletzt gebauten Lokomotiven neue MTU-Motoren, die zudem eine Nennleistung von 2400 kW anstelle der 2000 kW der ersten 132 Lokomotiven erreichen. Die stärkeren Fahrzeuge bilden die Unterbaureihe BB 75400.
42 der 200 gebauten Lokomotiven wurden an SNCF Infra (vergleichbar mit der DB Bahnbau Gruppe) ausgeliefert. Durch den deutlichen Rückgang des Schienengüterverkehrs in Frankreich rief die Frachtsparte der SNCF, Fret SNCF, nicht alle durch den Rahmenvertrag gedeckten Fahrzeuge ab. Zudem wurden ab 2009 schrittweise 50 durch Fret SNCF beschaffte Lokomotiven an die ebenfalls zum SNCF-Konzern zählende Leasinggesellschaft Akiem übergeben.
Zehn der an Akiem übergebenen Lokomotiven wurden 2015 im Rahmen des staatlichen Förderprogramms Trains d'équilibre du Territoire, das u. a. den Erhalt und Ausbau von Nachtzug-Verbindungen in die Provinz zum Ziel hat, für den regelmäßigen Einsatz im Personenverkehr umgebaut. Die 132 zuerst fertiggestellten Maschinen können alle die Zugsammelschiene versorgen, doch musste bei den zehn daraus ausgewählten Lokomotiven eine Gegensprechanlage nachgerüstet werden. Sie erhielten eine um 300 erhöhte Betriebsnummer und bilden so die Unterbaureihe BB 75300.

## Technik
Die bestellten Loks basieren äußerlich weitgehend auf den verwandten Elektroloks der Alstom-Prima-Familie. Von diesen stammen Rahmen, Lokkasten, Führerstände, Drehgestelle, Antriebssystem und die pneumatischen Bremsen. Von Siemens Transportation Systems kamen die Komponenten Motorsystem, Kühlung, Batterie und Hydraulik, welche weitgehend mit denen der Siemens ER 20 BU, die ursprünglich für die ÖBB gebaut wurden, identisch sind. Aus Kapazitätsgründen wurden auch die Kästen von 130 Loks bei Siemens in München gebaut; die Endmontage fand jedoch im Alstom-Werk im französischen Belfort statt, wo auch die restlichen Loks entstanden.
Die Antriebe der Lokomotiven stammen von MTU. 

## Betrieb
Die Lokomotiven kommen hauptsächlich im Güterverkehr in Frankreich zum Einsatz. Die 42 Lokomotiven von SNCF Infra werden in Chalindrey gewartet, die übrigen Maschinen einschließlich der Akiem-Fahrzeuge durch die SNCF-Betriebswerke Longueau und Straßburg.
Ein Teil der BB 75300 wird zur Beförderung von Nachtzügen aus bzw. nach Paris auf den Abschnitten Valence/Lyon–Briançon, Brive-la-Gaillarde–Rodez–Albi und Bourges–Montluçon verwendet.
Akiem vermietet Lokomotiven an verschiedene Betreiber, darunter etwa 20 Maschinen an Lineas. Ein Teil der vermieteten Fahrzeuge wurde in den Unternehmensfarben der Nutzer lackiert oder foliert.